# Jon Stephensen
Jon Læssøe Stephensen (født 24. december 1959 i København) er en dansk arkitekt, journalist, tidligere teaterdirektør, scenograf og fra 2022 medlem af Folketinget. Han blev valgt for Moderaterne, men forlod partiets folketingsgruppe og blev løsgænger 17. august 2023. Stephensen er dog fortsat medlem af Moderaterne.
I marts 2023 rapporterede flere medier om, at han havde forfalsket underskrifter i sin tid som direktør for Aveny-T, hvilket han benægtede, samt at han skulle have mobbet og chikaneret medarbejdere.

## Baggrund
Jon Stephensen er søn af overlæge Niels Karl Læssøe Stephensen (født 1932) og hustru sygeplejerske Eva født Bjørling (født 1929) og tilhører den gamle islandske Stephensen-slægt. Farfaderen var arkitekten Hakon Stephensen.
Stephensen er uddannet arkitekt i 1984 fra Det Kongelige Danske Kunstakademi og journalist i 1990 fra Danmarks Journalisthøjskole.

## Tidlig karriere
Stephensen var marketingschef fra 1989 til 1992 hos møbelfirmaet Paustian.
Han begyndte sin karriere i teaterverdenen i 1992 som pressechef ved Dr. Dantes Aveny. Allerede året efter skiftede han til Det Kongelige Teater som marketingschef i en stilling, han havde i tre år.
Han blev derefter pressechef for All Right Film i 1995.
Stephensen kom blandt andet til at stå for PR-arbejdet for den internationalt roste film Festen.
Han står også krediteret for PR til filmene Pizza King (1999), Mirakel (film) (2000) og Blinkende lygter (2000).
Stillingen hos All Right Film havde han frem til 1998,hvor Stephensen blev souschef ved Østre Gasværk Teater. I 2001 blev han leder af Aveny Teatret., og de første år delte han posten med Ole Bornedal.
I 2006 medvirkede Stephensen i to afsnit af sitcommen Klovn i en rolle som sig selv som teaterdirektør.

## Teaterchef på Østre Gasværk
I 2007 blev Stephensen teaterchef for Østre Gasværk Teater. Det blev en tid med både stor succes og kontroverser.
Ved ansættelsens pressemøde udtalte han, at han ønskede at ændre teatrets navn fra Østre Gasværk Teater til det nemmere Gasværket.
Han havde dog ikke forelagt denne ændring for teatrets bestyrelse, og hverken bestyrelsen eller bygningens ejer ønskede at omdøbe teatret. Bestyrelsen mente, at navnet var indarbejdet blandt andet gennem Kim Larsens sang Østre gasværk (også kendt som Det er en kold tid).
Ifølge Morten Grunwald blev der udarbejdet et kompromis, hvorefter Stephensen kunne bruge navnet Gasværket under forudsætning af "Østre Gasværk Teater" ledsagede som undertekst, men Stephensen overholdt ikke denne aftale.
I sin første tid foretog Stephensen overraskende valg ved ikke at satse på storslået musikteater, men i stedet på familiedramaer:
I efteråret 2007 en teaterudgave af filmen Festen og i foråret 2008 Hvem er bange for Virginia Woolf?.
Festen var en del af en bølge af teaterstykker i midten af 2000'erne, der var baserede på film- og tv-successer,
og den bragte Stephensen flyvende fra start, da den blev efteråret 2007's mest sete skuespil med 35.000 solgte billetter.
Gasværkets næste forestilling, genopsætningen af Katrine Wiedemanns Havfruen, blev totalt udsolgt.
Hvem er bange for Virginia Woolf? blev en kunstnerisk succesfuld forestilling, og senere fik to musikteaterstykker kommerciel succes: Elsk mig i nat og Come Together. Succesen med Elsk mig i nat var så stor, at forestillingen måtte forlænges. Forestillingen var også første gang, at teatret arbejdede tæt sammen med et privat produktionsselskab, Jesper Winge Leisners The One and Only Company.
Under Stephensens ledelse blev Østre Gasværk Teater teatret i København med flest solgte billeter og laveste administrative omkostninger. Ydermere blev han i 2009 nomineret som Årets Leder af magasinet Lederen.
BT kaldte ham senere "Københavns utvivlsomt mest succesfulde teaterdirektør".

## Kontroversen om konsulenthonorar
Stephensens karriere på Østre Gasværk Teater tog en brat drejning i 2009, da paraplyorganisationen Københavns Teater opdagede, at han havde modtaget konsulenthonorar for en forestilling samtidig med sin chefløn. I hemmelige kontrakter med The One and Only Company havde han sikret sig en royalty på en procent af den samlede billetindtægt fra forestillingen Elsk mig i nat. Det private firma havde allerede udbetalt 168.421 kroner. Med baggrund i, at Stephensen ikke havde orienteret bestyrelsen om dette bijob, som det blev hævdet at han skulle have gjort ifølge sin ansættelseskontrakt, blev han afskediget den 20. november 2009. Fra sin side forsvarede Stephensen sig med, at han ikke havde frataget Østre Gasværk Teater en økonomisk gevinst, da hans konsulenthonorar var taget af The One and Only Companys overskud, at hans bijob ikke var større end andre teaterdirektørers bijob, og at dele af hans konsulentarbejde blev udført før hans ansættelse ved Østre Gasværk Teater.
Yderligere kontrovers i sagen skabtes, da Stephensen forklarede, at konsulenthonoraet stammede fra hans arbejde med scenografien til forestillingen Elsk mig i nat. The One and Only Company udsendte senere en erklæring, hvori de oplyste, at Stephensens oplæg ikke var brugt som den endelige scenografi.
Efter at et revisionsfirma havde gennemgået sagen, blev den afsluttet med et forlig i 2010. Forliget betød, at Stephensen kunne beholde konsulenthonoraret og ydermere fik udbetalt en bonus på 240.000 kroner fra teatret.
En lang række kunstnere havde også været i oprør over fyringen af Stephensen.
Efterfølgende blev sagen inddraget i en diskussion om berettigelsen af Københavns Teater som institution.
I januar 2010 blev Jon Stephensen ansat af Zentropa som såkaldt "omverdenschef", men afskediget igen efter en ganske kort ansættelse.
Peter Aalbæk Jensen havde ansat ham uden at drøfte ansættelse med andre i selskabets ledelse.
Ifølge Stephensen skulle det alene være Zentropas succesfulde Susanne Bier, der havde modsat sig ansættelsen. Spekulationer gik på at hendes modvilje skyldes hendes forhold som samleverske til Jesper Winge Leisner, som Stephensen havde raget uklar i forbindelse med sagen med Østre Gasværk Teater.
Bier afviste disse spekulationer, og i en pressemeddelelse meddelte hun, at en bred kreds af instruktører og medarbejdere i Zentropa havde modsat sig ansættelsen, samt at det var uanstændigt at ansætte en mand, samtidig med at man stod overfor, at skulle afskedige et stort antal medarbejdere.

## Tilbage på Aveny-T
I efteråret 2011 vendte Jon Stephensen tilbage til branchen som chef for Aveny-T.
Teatret var da støttet af Frederiksberg Kommune, og Stephensen var derfor uafhængig af Københavns Teater og Steen Pade, der havde medvirket til hans afskedigelse fra Østre Gasværk Teater.
I 2012 lancerede Stephensen og Aveny-T et samarbejde med Aarhus Teater.
I første omgang resulterede samarbejdet i en genopførelse af Aarhus Teaters Teaterkoncert med sange af Leonard Cohen på Aveny-T i efteråret 2012.
Efter to års arbejde lykkedes det i 2013 for Stephensen at få opbygget en teaterkoncert, der byggede på Kim Larsens sange. Det var den første gang, at Kim Larsen havde givet tilladelse til at hans sange kunne bruges i sådan en sammenhæng.
Samme sæson, hvor opsætningen af Kim Larsens teaterkoncert fik premiere, planlagde Stephensen indenfor rammerne af et 3-millioners budgettilskud fra kommunen to egenproduktioner, dels ny dansk dramatik af Kirstine Høgsbro med titlen Hvor er du egentlig grim når du er liderlig, dels Det gode liv baseret på en dokumentarfilm. Derudover fik Stephensen også indledt et samarbejde med teatret Mungo Park, således at dette teaters prisvindende stykke Kvinde kend din krop kunne opføres på Aveny-T.
I 2014 stod han for scenografien til Aveny-T's opsætning af en teaterforestilling Det gode liv.
I 2019 kunne Stephensen opleve at være leder for det eneste teater i hovedstadsområdet der ville opnå statsstøtte på baggrund af at vise "særlige potentialer", og
han udtalte at det var "en anerkendelse af Aveny-T og den linje, vi har lagt med unge".
Aveny-T havde da som det første teater i verden opført den succesfulde norske ungsdomsserie SKAM.
Ansættelsen på Aveny-T ophørte den 27. maj 2022. Bestyrelsen havde angiveligt opsagt Jon Stephensen da denne havde brugt 20.000 kroner på lejelejligheder til sig selv, mens han private bolig var under renovering.

## Politiker
Stephensen var opstillet som Moderaternes spidskandidat til Folketinget i Københavns Storkreds ved Folketingsvalget 2022. Ved valget blev han valgt med 1.550 personlige stemmer.
Efter flere belastende sager, bl.a. en upassende besked til en 19-årig kvinde i Moderaternes ungdomsorganisation Unge Moderater, påstande om en forfalsket underskrift og et brev hvori over 1.000 film- og teaterfolk udtrykte mistillid til Stephensen, valgte han den 25. april 2023 at tage orlov fra Folketinget. Planen var at han skulle "genoprette tilliden" og vende tilbage 1. oktober. Men 17. august meddeler Stephensen at han har forladt Moderaternes folketingsgruppe og fortsætter i Folketinget som løsgænger. Han afbryder orloven tidligere end først udmeldt og vender tilbage til Folketinget den 23. august. Han understreger dog at han fortsat er medlem af partiet Moderaterne.

## Som debattør

### Bymiljø
Som debattør har Stephensen markeret sig med kritik af byudviklingen i København, især en planlagt højhusbebyggelse på Krøyers Plads i 2004. I en tale ved en demonstration sagde han:
"Vi er mange, som er trætte af udviklingen langs havnen. På Holmen, Kalvebod Brygge og i Nordhavnen har de frie markedskræfter fået lov at rase, og nu også her på Krøyers Plads. Derfor siger vi stop."
I et indlæg i Information i juli 2007 argumenterede han for frirum og oaser i byen frem for højhuse og at Ungdomshuset, Nokken, Christiania og Luftkastellet var af stor betydning for Københavns ry.
Siden 2014 har man set ham blogge på Berlingske Medias Politiko-domæne.
Stephensen kritiserede i hårde vendinger Realdanias prestigeprojekt på bryghusgrunden i København i september 2017. Stephensen kaldte det "et katastrofalt byggeri" og "Københavns grimmeste hus".

### Kritik af Wikipedia
Stephensen har også ved flere lejligheder kritiseret Wikipedia, dels for fejl i hans biografi og dels for ikke at godtage hans ændringer.
Et par år efter episoden reflekterede Jon Stephensen om sine oplevelser med Wikipedia i programmet Wiki-værkstedet på Radio24syv.
Programmet affødte en udsendelsesrække på Radio24syvs kulturprogram AK24syv, hvor blandt andet redigeringerne på Stephensens wiki-side blev grundigt analyseret.
I 2016 blev serien anset for en af de bedste podcasts,
og var året før nomineret til Prix Radio i kategorien Årets Podcast.

### Elektroniske medier
Stephensen har desuden medvirket i DRs tv-program Smagsdommerne som kunst- og kulturanmelder,
og man hører ham i DR's radioprogram Søndagsfrokosten på P1, hvor han debatterer aktuelle politiske emner.
I 2015 kritiserede han DR stærkt for at udsætte de deltagende børn for pres i underholdningsprogrammet X Factor, når børnene blev stemt hjem. Stephensen mente at man skulle lukke programmet.

## Netværk
Jon Stephensen har været medlem af VL-gruppe 42[kilde mangler], sammen med bl.a. Poul Nesgaard, Palle Strøm og Bjørn Erichsen.[kilde mangler]